# Sjalaoerov
Sjalaoerov(a) (Russisch: Шалаурова) is een klein eiland voor de noordkust van de Russische autonome okroeg Tsjoekotka. Het eiland ligt iets uit de kust (800 meter) van Kaap Kiber(a), ten oosten van poolstation Valkarkaj en ten westen van de monding van de Pegtymel, in het zuiden van de Oost-Siberische Zee. Sjalaoerov heeft een oppervlakte van 0,8 km² en rijst op als een rots uit de zee. De naam verwijst naar handelaar Nikita Sjalaoerov, die volgens Ferdinand von Wrangel op Kaap Sjalaoerova Izba (20 km ten oosten van de Pegtymel) aan zijn einde kwam.
Het eiland bestaat uit een kale rots die op plekken is begroeid met mos, kamille, Russula en rotsachtige planten.

## Geschiedenis
Wrangel richtte tijdens zijn expeditie in 1902 een twee meter hoge constructie op aan oostzijde van het eiland. Verschillende schepen overwinterden bij het eiland (de stoomschepen Kolyma en Stavropol in respectievelijk 1924 en 1927), waarbij soms ook mensen het niet overleefden, zo blijkt uit graven aan oostzijde van het eiland.
In de jaren 1930 werd als steunpunt van de Noordelijke Zeeroute op een tien meter hoge houten constructie op het hoogste punt aan oostzijde van het eiland (ca. 90 meter), de vuurtoren Sjalaoerovo opgericht, die wordt gevoed door een thermo-elektrische radio-isotopengenerator (RTG; werkend op strontium-90). Een deel van de omhuizing van deze RITEG werd na de sovjetperiode door onbekenden ontvreemd, waardoor volgens metingen in 2005 de omgevingstraling in de directe nabijheid opliep tot 4000 mR (op +50 meter afstand 15 tot 20 mR, een acceptabele straling).
In de jaren 1960 was een seizoenspoolstation (hydro-meteorologisch) actief op het eiland (gesloten eind jaren 1960), waarvan een gebouw resteert.